# Бурятська Вікіпедія
Бурятська Вікіпедія (бурят. Буряад Википеэди) — розділ Вікіпедії бурятською мовою. Створена у 2006 році. Бурятська Вікіпедія станом на 15 серпня 2025 року містить 2874 статті, 16 859 зареєстрованих користувачів, 25 активних дописувачів, 1 адміністратора
. Загальна кількість сторінок в бурятській Вікіпедії — 11 280, редагувань — 73 833, завантажених файлів — 8
. Глибина (рівень розвитку мовного розділу) бурятської Вікіпедії середня і становить 56 пунктів
. 

## Історія
- Листопад 2010 — створена 100-та стаття[3].
- Травень 2014 — створена 1 000-на стаття[3].